# Allium regelii
Allium regelii är en amaryllisväxtart som beskrevs av Ernst Rudolf von Trautvetter. Allium regelii ingår i släktet lökar, och familjen amaryllisväxter. Inga underarter finns listade i Catalogue of Life.
Artens utbredningsområde är från norra Iran till Centralasien.